# Блазон
Блазон je вербални опис хералдичке или вексилолошке композиције којим се утврђује садржај, боја и узајамни положај свих елемената композиције, и који претходи ликовној интерпретацији па се њена исправност проверава блазоном, никад обрнуто.